# 魚長
有限会社魚長（うおちょう）は北海道函館市に本社を置く、スーパーマーケットを運営する企業。

## 概要
魚長の名前は創業者の小弥太の太を屋号に、小弥太の父が昔、勤めていた静岡の魚長の名から。
創業者である柳沢小太郎の弟、柳沢勝は同業の魚長食品を設立し、現在は丸井今井函館店にテナントとして出店しているほか、はこだてマルカツグループとして飲食店の経営などを行っている。

## 歴史

### 創業
1945年、終戦の少し前、創業者の柳沢小弥太は空襲を受けた静岡から、母の妹がいる函館に疎開してきた。函館でも空襲を受け、一家で山背泊の穴間に避難した際に漁師と偶然出会い、その漁師から魚を分けてもらい、母と妹の3人でリヤカーを引き、五稜郭行啓通で魚を売っていた。1948年、杉並町で魚長兄妹鮮魚店を開店した。

### ホリタへの出店とスーパーへの転換
1966年6月、ホリタ湯川店にテナントとして出店し、ハイショップホリタ店、堀川店、銀座店とチェーン展開を進めた。そのころ、ホリタのダイエーとの提携が水面下から浮上。テナントとしての魚長は追い出されるのではという懸念があり、スーパーへの転換を決断。1975年（昭和50年）9月スーパー1号店の昭和店を開店した。

### 長崎屋函館店への出店
1980年（昭和55年）5月、長崎屋函館店にテナントとして出店。長崎屋、サンドール北海道、かわしろショッピングセンターとともに合弁会社、サンドール函館にも出資した。
現社長の柳沢一弥は、大学卒業と同時に長崎屋に就職。鮮魚部門を担当し、築地で仕入れにも関わったが、長崎屋函館店の開店、魚長のテナント出店を機に函館に帰郷。サンドールの売場を担当した。
長崎屋函館店は海を越えて青森県下北半島、竜飛岬、さらに道南は長万部以南から集客するという構想だったが、開店してみると隣接地にイトーヨーカドー函館店が開店したこともあり、客の引っ張り合いとなり、郡部からの集客どころではなかった。魚長も想定の10分の1ほどの売上だったが、広告費と思いそのまま存続させ、本通へ出店した。
十字屋フードセンターのオーナーである伊藤と、土日のみ営業で繁盛しているという福岡の生鮮市場を視察。当初は共同でという話もあったが決裂し、1984年11月、生鮮びっくり市の1号店となる七飯店を開店。十字屋フードセンターも別に展開した。

### 新規出店加速
バブル経済で銀行からの資金調達が容易になり、新規出店を加速。
土日のみ営業の生鮮びっくり市を3店舗展開していたが、他店との競合、商品を2日間では消化できず、日曜日に生鮮品が売れ残ったらどうするのかという問題もあり、新たな業態を開発し、1993年3月、生鮮夢市場東山店を開店した。

### 夢の100えん市場
2000年、生鮮産品を中心に生活雑貨なども組み入れ、100円ショップの良いところを導入した、「夢の100えん市場」を開店。2006年、志賀総合食料品店にノウハウを提供し、「FOOD!100」を展開した。
2005年3月アウトパック製造を行う子会社ドリームファクトリーを設立した。

### コープさっぽろと業務提携
アークスやマックスバリュなどの進出により、競争が激化し経営が悪化。100円市場を「夢のびっくり市場」へ業態転換や新業態のフレッシュバザールなどで立て直しを図ったが、自社での生き残りは難しいと判断し、2009年11月21日、コープさっぽろと業務提携した。これを機に、子会社のドリームファクトリーにコープフーズが資本参加。資本金1000万円の内、魚長30％、コープフーズ70％の資本構成になった。
生鮮物流を再編し、配送を統合。畜産物も2010年10月13日、ドリームファクトリーに畜産パッケージセンターを新設し、共通配送網の体制も整え、物流コストを1億5000万円削減した。
物流統合や経費圧縮で2011年2月期決算は、7700万円の黒字を確保した。
コープさっぽろの子会社であるシーズ協同不動産が1000万円を出資、出資比率は33.3％。
2011年、新業態の店舗「生鮮げんき市場」を導入することを決めた。以前「夢の100えん市場」だった小規模店舗を対象に、低価格の商品を充実させ、魅力的な店舗とする。日本流通産業の開発商品「くらしモア」をはじめ、他店よりも常時安価に設定。半面、ポイントや宅急便、クレジットカードの扱い、配達などのサービスを省き、効率的な営業を目指した。
2015年9月11日、当日仕入れ、当日売り切りにこだわった生鮮乃木市場を開店した。バローグループのタチヤのノウハウを導入した生鮮食品ディスカウント店の実験店。地場産を中心に、鮮魚や青果の品ぞろえを強化。テナントとして、市内で焼肉店を展開するジー・プラネット信州（現在はミートクリエイティブ）が精肉店と総菜専門店を出店。鮮度の高い生鮮食品を提供して、近隣の同業店と差別化を図る。

## 沿革

### 沿革
出典:
- 1948年（昭和23年）4月 - 函館市杉並町にて鮮魚小売商開業。
- 1966年（昭和41年）6月 - ホリタ湯川店にテナント出店 (後のバザール湯川店)。
- 1970年（昭和45年）11月 - ハイショップホリタにテナント出店。
- 1971年（昭和46年）
  - 4月 - 有限会社魚長を設立し、法人化。
  - 7月 - ホリタ堀川店にテナント出店。
- 1972年（昭和47年）
  - 3月 - ポリタ銀座店にテナント出店。
  - 7月川代ショッピングセンターにテナント出店。
  - 9月ホリタ田家店にテナント出店。
  - 11月ホリタ富岡店にテナント出店。
- 1973年（昭和48年）12月 - 日の出町にフィッシューセンター開設。
- 1975年（昭和50年）
  - 9月 - スーパー1号店の昭和店を開店。
  - 12月 - 大門購買会上磯店にテナント出店 (後のサンメイト店)。
- 1976年（昭和51年）
  - 7月 - スーパー魚長久根別店開店。
  - 10月 - スーパー魚長港店開店。
- 1977年（昭和52年）8月 - スーパー魚長マルフジ店開店。
- 1978年（昭和53年）
  - 3月 - スーパー魚長富岡店開店。
  - 6月 - 昭和町に本社移転。
- 1979年（昭和54年）
  - 5月 - スーパー魚長七重浜店開店。
  - 10月 - 川代上磯店にテナント出店。
- 1980年(昭和55年）5月 - 長崎屋函館店[注 3]にテナント出店。
- 1982年（昭和57年）2月 - スーパー魚長本通店開店。
- 1983年（昭和58年）
  - 5月 - スーパー魚長港店移転。
  - 7月 - スーパー魚長大中山店開店。
  - 10月 - スーパー魚長昭和店増築、開店。
  - 11月 - スーパー魚長北港店開店。
- 1984年（昭和59年）
  - 10月 - スーパー魚長七飯店開店。
  - 12月 - スーパー魚長大野店開店。
- 1985年（昭和60年）5月 - スーパー魚長森店開店。
- 1987年（昭和62年）
  - 2月 - 現在地に本社移転。
  - 5月 - スーパー魚長久根別店移転。旧港店を改装惣菜本部を開設。
  - 8月 - スーパー魚長大川店建設 FC大川店開店。
  - 11月 - フィッシュセンターを函館市西桔梗町589番地20に移転。
- 1988年（昭和63年）
  - 8月 - スーパー魚長北港店敷地内に貸店舗建築。
  - 9月 - スーパー魚長港店隣地取得 (800坪) 貸店舗3棟を建築。
- 1999年
  - 3月2日 - 乃木店開店[23]。
  - 6月9日 - 本通店を建て替え、ドムス本通店として開店[24]。
- 2009年11月21日 - コープさっぽろと業務提携[16]。

## 店舗

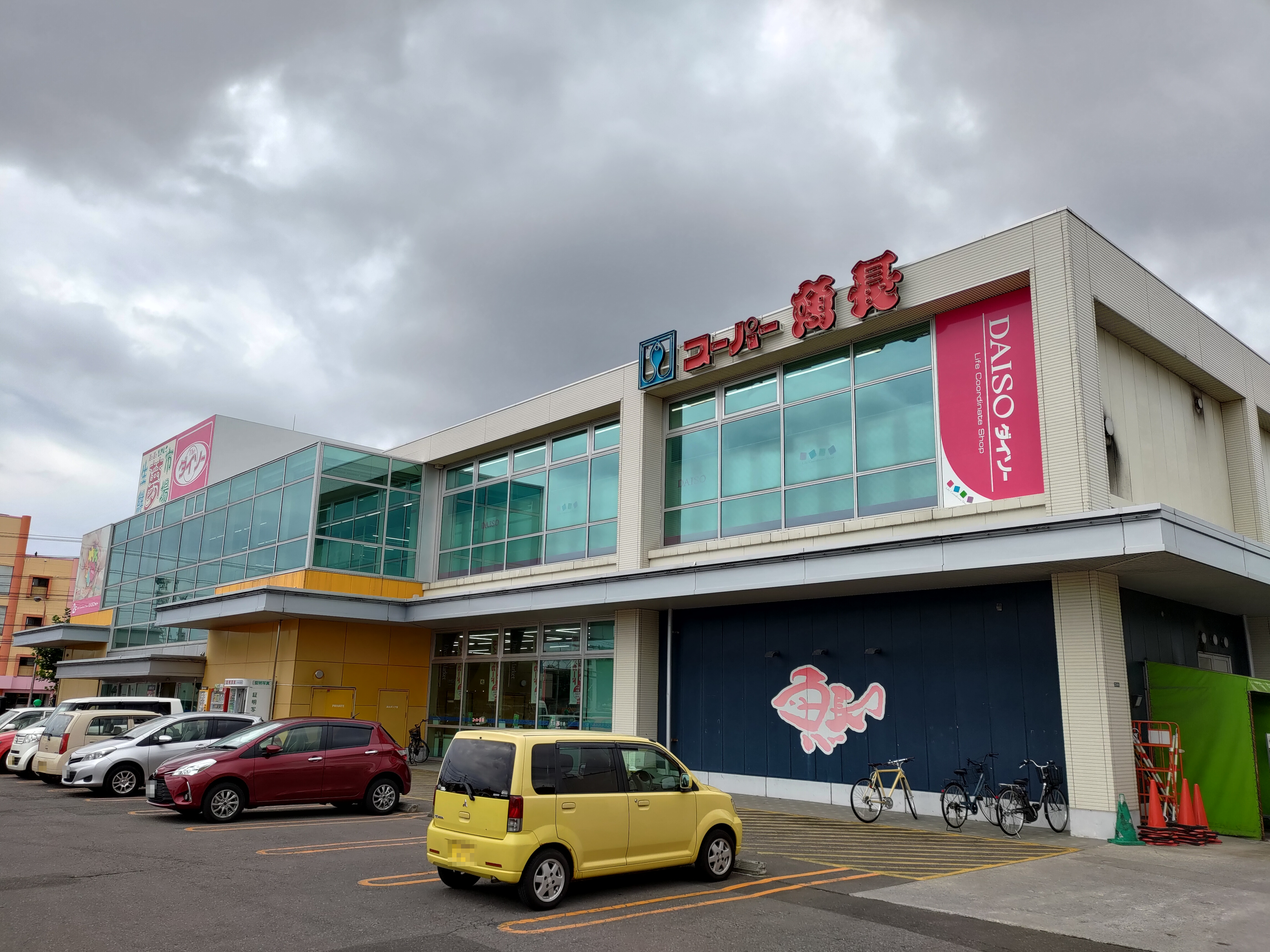
店舗例：生鮮夢市場 八幡通り店（函館市、2022年8月）

出典:
- 生鮮夢市場

  - 八幡通り店 - 函館市亀田本町61-8

  - 久根別店 - 北斗市東浜2-14-8

テナント：肉処匠、穂の香（惣菜）[20]
  - 七重浜店 - 北斗市七重浜2-28-7

  - 大野店 - 北斗市本郷2-34-5

  - 桜町店 - 亀田郡七飯町桜町1-3-5

  - 東山店 - 函館市鍛治2-8-16

テナント：肉処匠、穂の香（惣菜）[20]
  - 湯浜店 - 函館市湯浜町2-21

  - 宝来店 - 函館市宝来町27-3

テナント：肉処匠、穂の香（惣菜）[20]
  - 本通店 - 函館市本通1-43-11
1999年6月9日 - 本通店を建て替え、ドムス本通店として開店[24]。
  - 昭和店 - 函館市昭和2-14-7
- 生鮮乃木市場 - 函館市乃木町8-8

テナント：肉処匠、穂の香（惣菜）[20]
- 生鮮げんき市場
150~180坪の小型スーパー。2014年5月からチラシを止め、曜日ごとに野菜の日や総菜の日などと決め値打ち品を提供、また5の付く日は5%割引にするなど販促を強化した[21]。
  - 赤川店 - 函館市美原2-48-5

  - 希望ヶ丘 - 亀田郡七飯町大川8-12-6

  - 大川店 - 函館市大川町4-47

  - 亀田港店 - 函館市亀田港町39-14

  - 榎本店 - 函館市榎本町16-1

### 閉店した店舗
- フレッシュバザール魚長 石川店 - 函館市石川町52-15[26]
  - 2012年9月末閉店[27]。
- 生鮮げんき市場 梁川店[28] - 北海道函館市梁川町10-25 テーオーデパート1階
2017年6月9日開店[29]。
- 生鮮げんき市場 上湯川店 - 函館市上湯川町10-3[30]